# Белинская, Алла Борисовна
Алла Борисовна Белинская (укр. Алла Борисівна Белінська, род. 8 октября 1995, Городок, Хмельницкая область) — украинская спортсменка, борец вольного стиля, двукратная чемпионка Европы (2021, 2025), призёр индивидуального Кубка мира 2020 года. Участница Европейских игр 2019 года, участница Олимпийских игр 2020 года в Токио.

## Биография
На международных соревнованиях выступает с 2015 года. Бронзовый призёр чемпионата Европы 2018 года среди спортсменок не старше 23-х лет. 
В 2019 году Алла приняла участие во II Европейских играх, которые состоялись в Минске. В весовой категории до 76 кг она заняла итоговое 9-е место. 
В декабре 2020 года на индивидуальном Кубке мира по борьбе 2020 года в сербской столице, в весовой категории до 72 кг Алла в схватке за бронзовую медаль одержала победу и стала призёром крупного турнира по женской борьбе. Это первый наивысший успех украинской спортсменке во взрослых соревнованиях по борьбе.
На чемпионате Европы 2021 года, который проходил в апреле в Варшаве, в весовой категории до 72 кг, украинская спортсменка завоевала золотую медаль, победив в финале спортсменку из Болгарии Юлиану Яневу. В начале мая 2021 года на мировом квалификационном олимпийском турнире в Софии Белинская в весовой категории до 76 кг победила и принесла Украине олимпийскую лицензию на Игры в Токио. 
В апреле 2025 года на чемпионате Европы в Братиславе в весовой категории до 72 кг завоевала золотую медаль. В финальной схватке одолела соперницу из Турции Несрин Баш.